# Tachytrechus ocior
Tachytrechus ocior är en tvåvingeart som beskrevs av Friedrich Hermann Loew 1869. Tachytrechus ocior ingår i släktet Tachytrechus och familjen styltflugor. Arten är reproducerande i Sverige. Inga underarter finns listade i Catalogue of Life.